# Bocageopsis mattogrossensis
Bocageopsis mattogrossensis é uma espécie de planta do gênero Bocageopsis.   Também chamada de embira ou embira-branca, é uma planta do cerrado brasileiro, com observações também no bioma amazônico.

## Taxonomia
A espécie foi descrita em 1931 por Klas Robert Elias Fries. 